# 가미미이토촌
가미미이토촌(일본어: 上御糸村)은 일본 미에현 다키군에 설치되었던 촌이다. 현재의 메이와정에 해당한다.